# Зарічнюк Євген Миколайович
Євге́н Микола́йович Зарічню́к (нар. 3 лютого 1989, Київ) — український футболіст, півзахисник донецького «Олімпіка».

## Життєпис
Вихованець київського футболу, тренер — Геннадій Жданов. У ДЮФЛ України виступав за «Арсенал» (Київ), «БВУФК» (Бровари) і СДЮШОР «Космос» (Запоріжжя).
Виступав за колективи: «Нафком» (Бровари), ФК «Львів», «Сталь» (Алчевськ), «Оболонь» (Київ), «Десна» (Чернігів), «Миколаїв».
У червні 2012 року, після проведеної другої половини сезону 2011/12 за футбольний клуб «Тирасполь» в оренді, підписав із клубом повноправний контракт на 2,5 роки.
18 липня 2016 року став гравцем полтавської «Ворскли», проте у Прем'єр-лізі закріпитись не зумів.
У вересні 2017 року знову приєднався до першолігового «Миколаєва».

## Досягнення
- Володар Кубка Молдови: 2012/13
- Фіналіст Кубка Молдови: 2015/16
- Фіналіст Суперкубка Молдови (2): 2013, 2015
- Срібний призер Чемпіонату Молдови: 2013/14